# 陈占元 (1908年)
陈占元（1908年—2000年），男，汉族，广东南海人，中华人民共和国法国文学研究家、翻译家，北京大学教授，曾任黑龙江省政协副主席，中国翻译工作者协会名誉理事。